# 발레리 파흐너
발레리 파흐너(Valerie Pachner, 1987년 6월 26일 ~ )는 오스트리아의 배우이다.